# ピエール・ムニクウ
ピエール・ムニクウ（Pierre Mounicou、1825年3月4日 - 1871年10月16日）はフランス人カトリック宣教師。パリ外国宣教会所属の司祭。横浜天主堂の建築、宗教書の編集、箱館布教、神戸・大坂教会の創設に携わった。

## 略歴
文政8年（1825年）南フランスのルルド付近のオサンに誕生。サン・ペ・ド・ビゴル小神学校に学び、のちパリ外国宣教会に入り、嘉永元年（1848年）3月18日、司祭に叙階された。同年9月、滞欧中の日本教皇代理フォルカード司教とともに香港に渡る。宣教会会計部において助手として6年勤め、余暇を中国語学習に費やした。安政2年（1855年）日本宣教が予定され、たまたま長崎から香港へ来た一日本人から日本語を学ぶ。安政3年（1856年）から軍艦付き司祭としてフランス艦コンスタンチーヌ号に搭乗。安政4年9月に
函館に上陸し、病気の水兵を実行寺に収容。このとき4日間の函館滞在許可が出され、警吏3名に付きまとわれながら市内を巡回し、書店では店員と親しく話し、本を購入した。その後、香港に帰任。続いて同年10月、極東地区会計部長リボア神父の命令により、フューレ神父とともにフランス艦に便乗し、那覇に上陸してメルメ神父と交代し、日本語の学習を開始した。3年後、万延元年（1860年）10月28日、ジラール神父の招きで琉球を出発し、11月4日に横浜に到着。居留地80番で司祭館（横浜天主堂）建設を受け持った。文久2年（1862年）1月13日の献堂式後にも、日本では禁教であったが、多くの見物人が天主堂参観に来た。ムニクウは日本語で、壁にかけられた絵を説明したり、教理を説いたりした。さらに、ジラール神父の勧めで、漢語を用いて公教要理問答や祈祷書などを編集出版し、6年間関東地区布教の基礎を作った。
文久3年（1863年）にメルメ神父が去ったあと、函館教会は3年間閉鎖されていたが、慶応3年（1867年）6月、ムニクウはアンブルステ神父とともに教会再建の命を受けた。同月28日、長崎港から乗船し函館に再上陸してみると、メルメ神父の建てた仮聖堂は人手に渡っていたので、慶応3年（1867年）に同町元町に新たに司祭館を建てた。
同年6月、「きたる12月7日（旧暦）より兵庫開港、江戸・大坂にも貿易のため外国人居留致し候事」の布告が出される。プティジャン神父はムニクウに神戸への異動を申し送った。翌、慶応4年（1868年）4月、43歳の時に開港間も無い兵庫に着任。居留地予定地区は護岸工事や地ならし中であった。今の元町付近に小さな家を求め、大半を礼拝所にし、自分は狭い部屋で自炊した。のちの生田警察署付近に貸家が見つかり、居留地区画の払い下げを待った。背は高く、髪は日本人の様に黒く、長い司祭服を引きずりながら歩いていたため、道行く人々から「あれが長崎のバテレンさんだ」と指差されたという。着任した年の秋9月10日、居留地37番（現・大丸デパートの一部）に1,500km2の土地（927円）を購入して祭司堂（通称 三宮教会）を建てた。続いて大聖堂の建築に取り掛かったが、ステンドグラス、宗教儀式用具、楽器類の調達が日本の大工では手に負えなかったため、建築技師スメドレーと技師J.W.ハートの協力を求めた。明治2年（1869年）5月、プティジャン司教が神戸訪問した際に定礎式を挙げる。開始以来3年の工期をかけて明治3年（1870年）の復活祭4月17日に居留民が多数列席し「聖母マリアの七つの悲しみ」へ奉献式を挙行。神戸における最初の欧風建築であるこの大聖堂を拠点に、まず居留地外人伝道から初め、日本人に近づくこととした。
また、明治2年（1869年）3月には、フランス領事レックの斡旋で、大阪で教会敷地の賃借契約を結んでいた。明治4年（1871年）10月に病没。葬儀には、イギリス、フランス、アメリカ、ベルギーの領事などが列席した。後事をアマトス・ビリヨンに託し、遺言により当初は聖堂内に埋葬され、のちに外国人墓地へ葬られた。